# سوبدو
كان سوبدو (أيضًا، سيبتو أو سوبيدو) إله السماء والمناطق الحدودية الشرقية في الديانة المصرية القديمة.
كإله للسماء كان سوبدو على علاقة مع الإله ساح، الذي كان يعتبر تجسيداً لكوكبة الجبار، كذلك مع الإلهة سوبدت، التي كانت تمثل نجم الشعرى اليمانية، و وفقا لنصوص الأهرام كان الإله «حور - سوبدو» مزيجاً من سوبدو وأكبر آلهة السماء حورس، و كان ابن الإلهين المزيجين كذلك أوزوريس- ساح و إيزيس- سوبدت.

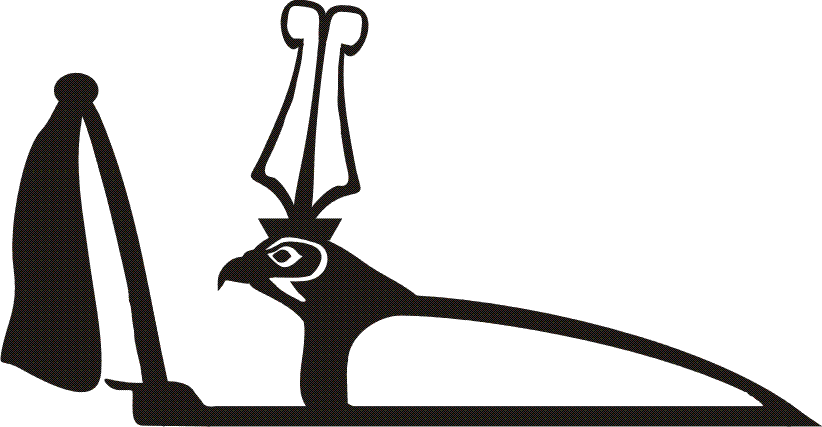
سوبدو على هيئة الصقر الجالس

و كإله للشرق، كان سوبدو يحمي المواقع المصرية على طول الحدود، ويساعد الفرعون في السيطرة على السكان الأجانب في هذه المناطق، وكان يشار إليه بلقب "رب الشرق"، وكان أكبر مركز لعبادته في المقاطعة الموجودة في أقصى الشرق من مصر السفلى (الوجه البحري)، التي سميت «بر سوبدو» و معنى الاسم «بيت سوبدو»، و كان له، أيضا، أضرحة ومزارات في التجمعات السكانية المصرية في شبه جزيرة سيناء، مثل مناجم الفيروز في سرابيط الخادم.
يتكون اسم سوبدو من من الكلمة المصرية القديمة «سوبد» التي تعني «الحاد»، على شكل مثلث مدبب الزوايا، ولاحقة جمع الشخص الغائب، على شكل فرخ السمان؛ وبالتالي يُترجم حرفياً: «الحادّون»، وقد قيل في نصوص الأهرام إنه يحمي أسنان الفرعون المتوفى.
و قد كان يصور سوبدو على هيئة صقر يجلس بشكل ديني، وغالبا مع تاج تعلوه ريشتان على رأسه، وينسدل على كتفه، وبالنسبة لدوره في حماية الحدود فكان بتصويره محاربا من الشرق الأدنى مع حزام «شمست» ممسكاً فأساً أو رمحاً.

## الهوامش
1. 1 2 3 4 5  Wilkinson, Richard H. (2003). The Complete Gods and Goddesses of Ancient Egypt. Thames & Hudson. p. 211
2. ↑  Greek and Egyptian Mythologies By Yves Bonnefoy and Wendy Doniger, p. 221. University of Chicago Press, 1992
ISBN 0-226-06454-9